# 조문환 (1959년)
조문환(曺文煥, 1959년 11월 8일~ 대구광역시)은 대한민국의 정치인, 전직 의학 교수 및 의사이다. 2008년 한나라당 후보로 2008년 대한민국 제 18대 총선에 비례대표 14번으로 공천을 받아 당선되었다. 불교를 신봉하고 있으며, 불자로도 활동하고 있다.
2018년 4월 23일, BNK금융그룹 성세환 전 회장과 조문환 전 국회의원 등이 부산은행 채용비리 혐의로 재판에 넘겨졌다.
2018년 7월 24일, 부산은행 채용비리 혐의(위계에 의한 업무방해)로 기소된 후 부산지법에서 첫 재판이 열렸다.
공소사실에 의하면, 2015년 9월쯤 당시 경남발전연구원장이자 국회의원인 조문환 씨가 부산은행 경영기획본부장이던 박재경 씨에게 청탁 전화를 걸어 딸이 공채시험에 지원했으니 잘 봐달라고 했고, 딸이 2차 필기시험에서 탈락하자 다시 전화를 걸어 화를 냈다고 한다.

## 학력
- 능인고등학교 졸업
- 계명대학교 의과대학 졸업
- 계명대학교대학원 의학 박사

## 경력
- 1994년: 고신대학교 의과대학 외래교수
- 2002년: 바이오링크 이사
- 2003년 ~ 2004년: 양산시의사회 대외협력이사
- 2006년: 강남 의사협회 대외협력이사
- 2008년: 제17대 대통력직 인수위원회 자문위원
- 2008년 5월 ~ 2012년 5월: 제18대 국회의원 (비례대표/한나라당)
- 2008년 8월: 제18대 국회 정무위원회 위원
- 계명대학교 의과대학 외래교수
- 한나라당 제3정책 조정위원회 부위원장
- 2012년 2월 ~ 2012년 5월: 제18대 국회의원 (비례대표/새누리당)
- 2014년 7월: 제12대 경남발전연구원 원장

## 역대 선거 결과
| 실시년도 | 선거   | 대수 | 직책     | 선거구   | 정당     | 득표수      | 득표율          | 순위          | 당락 | 비고 |
| -------- | ------ | ---- | -------- | -------- | -------- | ----------- | --------------- | ------------- | ---- | ---- |
| 2008년   | 총선   | 18대 | 국회의원 | 비례대표 | 한나라당 | 6,421,727표 | \| \| 37.48% \| | 비례대표 14번 |      | 초선 |
|          | 37.48% |      |          |          |          |             |                 |               |      |      |